# チャーリー・ヒル
チャールズ・アラン・ヒル（Charles Allan Hill、1951年7月6日 - 2013年12月30日）は、ウィスコンシン州オナイダ族のネイティブ・アメリカンのコメディアン、俳優。 全国テレビでスタンダップコメディアンとして出場した最初のネイティブ・アメリカンであった。

## 生涯
1951年に生まれる。1969年にウェスト・デ・ペール高等学校を卒業後に、ウィスコンシン大学マディソン校に進学し、俳優としてのキャリアを高めていった。
1970年代初頭には、ハネイ・ガイオガマの「ネイティブ・アメリカン・シアター・アンサンブル」のメンバーとして活動した。このアンサンブルはニューヨーク州にあるラ・ママ実験劇場で『コヨーテ・トラック』と『フォグホーン』を上演した。また1973年にドイツ、1974年には米国でツアーを行っている。
大学卒業後、ヒルはロサンゼルスに移り住み、俳優やコメディアンとして活動した。
1977年にリチャード・プライヤー・ショーに出演。ザ・トゥナイト・ショーや、レイト・ショー・ウィズ・デイヴィッド・レターマンにも何度も出演している。
多くのテレビ番組に出演し、ショータイムの特別番組としてネイティブ・アメリカンのコメディアンが集まった回の司会も担当した。公共放送サービスのドキュメンタリー番組「On and Off The Res' with Charlie Hill」（1999年、サンドラ・オサワ監督）の題材にもなった。
1984年、ジェラルド・ヴィゼナー原作の映画『ハロルド・オブ・オレンジ』に主演した。
2013年12月30日、悪性リンパ腫のためウィスコンシン州オナイダで死去した。
2022年7月6日、Google Doodleは、全米テレビに出演した最初のネイティブ・アメリカンであることを称え、ヒルのものに変えられた。

## 主な出演作品
- 1977年 : リチャード・プライヤー・ショー
- 1978年 : 地上最強の美女バイオニック・ジェミー
- 1980年 : ザ・ビッグ・ショー
- 1984年 : ハロルド・オブ・オレンジ
- 1984年 : アースリングス (テレビ映画)
- 1985年 : レイト・ナイト・ウィズ・デイヴィッド・レターマン
- 1992年 : ザ・トゥナイト・ショー・ウィズ・ジェイ・レノ
- 1995年 : ロザンヌ
- 1996年 : モエシャ
- 1999年 : On and Off The Res' with Charlie Hill
- 2004年 : アリバイなき男
- 2009年 : リール・インジャン
- 2010年 : ア・グッド・デイ・トゥー・ダイ (インタビュー)